# Función base
En análisis funcionales y sus aplicaciones, un espacio funcional puede verse como un espacio vectorial de dimensión infinita cuyos vectores de base son funciones, no vectores. Esto significa que cada función en el espacio funcional puede representarse como una combinación lineal de las funciones de base.
Para ilustrar el concepto, se puede emplear un ejemplo. Se puede crear un vector bidimensional sumando múltiplos de los vectores (1,0) y (0,1):

{\displaystyle {\begin{bmatrix}x\\y\end{bmatrix}}=x{\begin{bmatrix}1\\0\end{bmatrix}}+y{\begin{bmatrix}0\\1\end{bmatrix}}.}

En este ejemplo, se puede decir que el vector (x,y) está generado por los vectores (1,0) y (0,1). Los vectores base más adecuados son ortogonales, lo que se cumple para (1,0) y (0,1). Dos vectores son ortogonales si su producto escalar es cero, lo que significa que están en ángulo recto. De la misma forma, dos funciones son ortogonales si su producto escalar es cero. Las funciones seno y coseno son ortogonales, ya que
{\displaystyle \int _{-\infty }^{+\infty }\sin(x)\cos(x)dx=0}.
Una función f(x) es de cuadrado integrable si y solo si
{\displaystyle \int _{-\infty }^{+\infty }|f(x)|^{2}dx<\infty }.
Cualquier función de cuadrado integrable (como por ejemplo una grabación musical) puede representarse por una suma de senos y cosenos de varias amplitudes y frecuencias. Esta descomposición lleva a la transformada de Fourier. En este ejemplo los senos y los cosenos son las funciones de base. Es importante destacar que mientras que el espacio bidimensional está generado únicamente por dos vectores, un espacio funcional está generado por un número infinito de funciones de base, porque su espacio funcional es de dimensión infinita.
- Datos: Q2621825